# انرژی گراف
در ریاضیات انرژی یک گراف مجموع قدر مطلق مقادیر خاصی از ماتریس مجذور گراف است.
این مقدار در زمینه نظریه گراف طیفی مورد مطالعه است.
دقیق تر، اجازه دهید G یک گراف با n راس باشد، فرض به اینکه G گراف ساده باشد (به این معنی نیست که حاوی حلقه‌ها یا لبه‌های موازی نیست)
اجازه دهید A ماتریس مجاورت باشد  {\displaystyle \lambda _{i},i=1,...,n}مقادیر ویژه ای از A باشد.
پس انرژی گراف به صورت زیر تعریف می‌شود:
math>E(G)=\sum_{i=1}^n \left\vert \lambda_i \right\vert</math>>